# 103e division d'infanterie (États-Unis)
Pour les articles homonymes, voir 103e division.

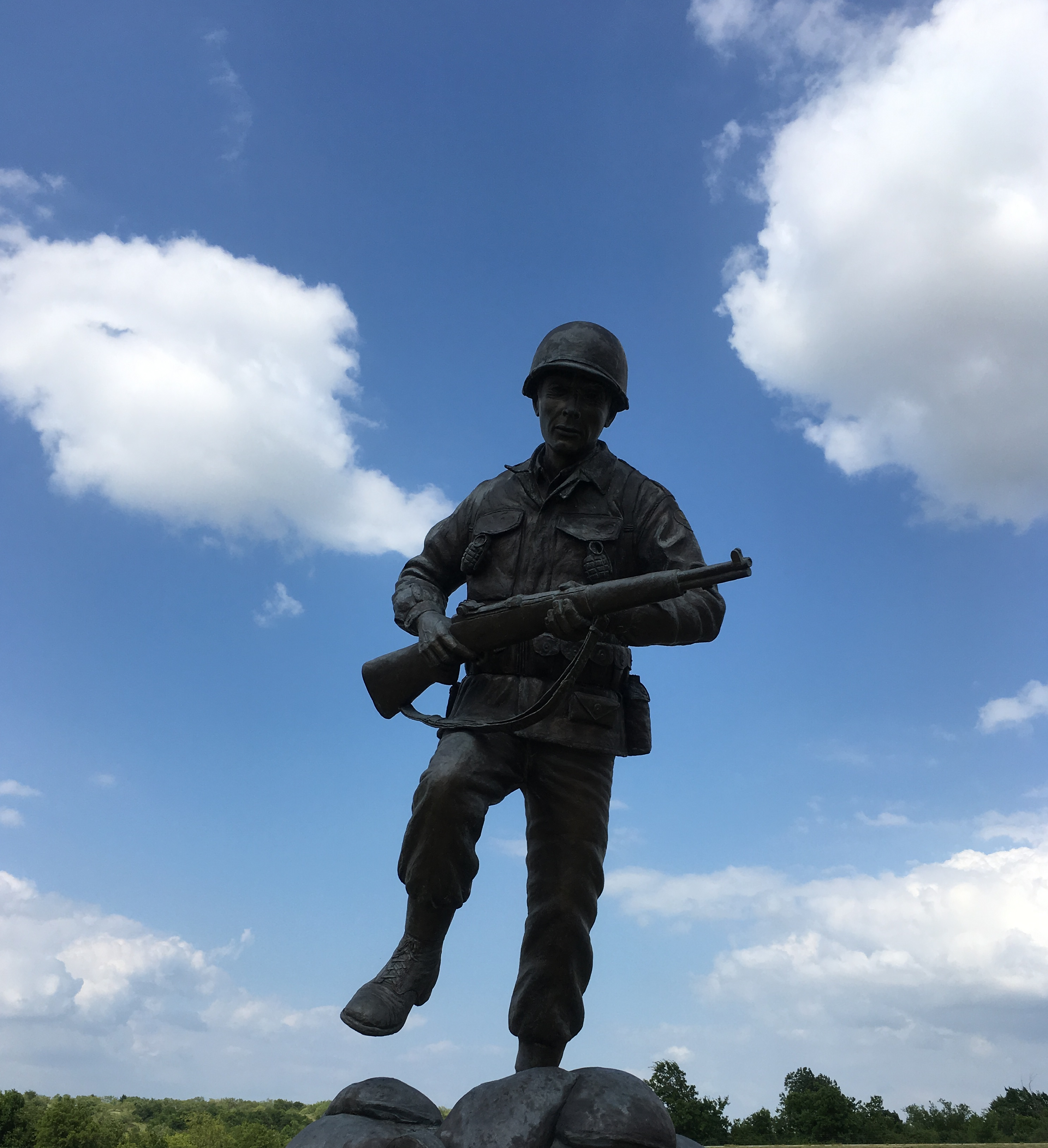

La 103e division d'infanterie (103rd Infantry Division) est une division de l’US Army, active lors de la Seconde Guerre mondiale.
Elle est créée le 15 octobre 1942 et après deux ans d'entraînement, elle est envoyée en Europe, arrivant à Marseille le 20 octobre 1944. Elle relève la 3e division à Chevry dans l'Ain au début du mois de novembre 1944, connaissant alors ses premiers combats. Le 16 novembre, elle progresse du côté de Saint-Dié, à travers le massif des Vosges, rencontrant une violente résistance. Elle prend Dieffenbach-au-Val le 29 novembre puis Sélestat le 4 décembre. Elle pénètre quelques jours plus tard en Allemagne, testant les premières défenses de la ligne Siegfried. 
Positionnée à l'ouest de Sarreguemines au moment de la bataille des Ardennes, l'unité est épargnée par l'offensive allemande et repousse l'avancée allemande près de Mulhausen entre les 23 et 25 janvier 1945. À partir du 15 mars, la division repart à l'offensive, traversant la Moder et perçant la Ligne Siegfried.
Dans les dernières semaines de la campagne d'Allemagne, la résistance ennemie s'effondre. La 103e division atteint le Rhin le 23 mars 1945, nettoyant la rive ouest du fleuve de toute résistance adverse. À la mi-avril, elle entame une rapide progression, prenant Münsingen en Bade-Wurtemberg le 24 avril puis libère le camp de concentration de Kaufering, une composante du camp de Dachau le 27 avril. Les premiers membres de l'unité traversent le Danube le 26 avril et continuent leur progression vers l’Autriche, s'emparant d’Innsbruck le 4 mai presque sans combattre. Le 411e régiment d'infanterie continue jusqu'au col du Brenner qui sépare Italie et Autriche, où il fait sa jonction avec les éléments avancés de la 88e division venant d’Italie.
Après la guerre, l'unité revient sur le sol américain le 10 septembre 1945 et est démobilisée douze jours plus tard.